# Walter Kittel
Walter Kittel (ur. 21 maja 1942 w Kölleda; zm. 18 października 1965 w Kleinmachnow) – ofiara śmiertelna Muru Berlińskiego zamordowana przez dowódcę oddziału wojsk granicznych NRD po nieudanej próbie ucieczki do Berlina Zachodniego.

## Okoliczności ucieczki
Wieczorem 17 października 1965 r. Walter Kittel spotkał w jednym z lokali w Teltow znajomego w osobie Eberhardta K. W przebiegu rozmowy mężczyźni wyjawili wspólnie życzenie ucieczki na Zachód, po czym udając się po zamknięciu lokalu autobusem w kierunku Kleinmachnow, postanowili spontanicznie zrealizować niniejszy zamiar. Mieszkający w terenie przygranicznym Kittel zaproponował do tego celu miejsce znane mu z wcześniejszych obserwacji. Obaj mężczyźni udali się do jego mieszkania, zabierając ze sobą niezbędne narzędzia oraz szkic terenu granicznego. Znajdując się niedługo później na ulicy An der Stammbahn, weszli na teren znajdującej się pod numerem 53 posesji z ogrodem. Około godziny 2.45 pokonali pierwsze z umocnień zabezpieczających. Znajdując się w wewnętrznym pasie tychże poruszali się w kierunku kolejnego z płotów, w pewnym momencie jednak, zauważając psa wartowniczego zmuszeni zostali do zatrzymania się. Jednocześnie odkryci zostali przez jednego ze strażników, który najpierw wystrzelił racę sygnalizacyjną, po czym wezwał uciekających do udania się z podniesionymi rękami do odcinka dla pojazdów. W obliczu zaistniałego położenia Walter Kittel i Eberhardt K. wykonali rozkaz.  
Pomiędzy żołnierzami i uciekinierami doszło niedługo potem do sprzeczki, przez co jeden z wartowników trzykrotnie strzelił pod nogi Eberhardta K. Kittel i K. usiłowali schronić się w wykopie dla ciężarówek, gdzie w dalszym ciągu znajdowali się pod ostrzałem. Walter Kittel nie został ranny, kule trafiły jednak Eberhardta K., raniąc go w stopę, ramię oraz w miednicę. Przybyły na miejsce dowódca odcinka zażądał od uciekinierów wyjścia z kryjówki. Walter Kittel podporządkował się poleceniu i opuścił schronienie. Znajdujący się w odległości 10 metrów dowódca oddał do uciekiniera 30 strzałów, wrzeszcząc: „Przysięgłem sobie, że nikt nie wyjdzie stąd żywy!“ Wielokrotnie trafiony w górną część ciała Kittel osunął się na ziemię i natychmiast zmarł.    
Sprawca śmiertelnego postrzału stanął przed sądem okręgowym w Poczdamie dopiero w grudniu 1992 r., kiedy to odwołując się do kodeksu karnego NRD skazano go pod zarzutem nieumyślnego spowodowania śmierci na karę 6 lat pozbawienia wolności. Wymiar kary został jednak niedługo potem podwyższony wskutek postępowania rewizyjnego sądu federalnego RFN do dziesięciu lat więzienia oraz zmieniony w kwalifikacji na umyślne morderstwo. W postępowaniu sądowym wykazano bowiem, iż spełnione zostały wszystkie przesłanki tegoż, w związku z czym wyrok niniejszy stał się tym samym najwyższym z orzeczonych w tego typu procesach. Prawo karne zjednoczonych Niemiec przewidywało wprawdzie jako najwyższy wymiar kary wyrok dożywotniego pozbawienia wolności, sąd powołał się jednak na kodeks karny NRD, przewidujący za morderstwo minimalną karę 10 lat więzienia. Czynu niniejszego w czasach NRD z punktu widzenia prawa nie oceniono.